# Este es el hombre de hielo
«Este es el hombre de hielo» es una canción compuesta por el músico argentino Luis Alberto Spinetta e interpretada por la banda Spinetta Jade, que se encuentra en el álbum Madre en años luz de 1984, cuarto y último álbum de la banda y 18º en el que tiene participación decisiva Luis Alberto Spinetta. 
En este álbum Spinetta Jade estaba integrada por César Franov (bajo), Juan Carlos "Mono" Fontana (Yamaha Grand - Yamaha DX7, Oberheim OBX-8, Moog The Source), Lito Epumer (guitarra) y Luis Alberto Spinetta: guitarra y voces. Héctor "Pomo" Lorenzo, integraba por entonces la banda, pero en el álbum solo participa del tema "Diganlé".

## Contexto
El tema es el cuarto del último de los cuatro álbumes de la banda Spinetta Jade, Madre en años luz, con importantes cambios en su integración, respecto del álbum anterior, Bajo Belgrano (1983), fundamentalmente la salida de Sujatovich (teclados) y la entrada del Mono Fontana (teclados) y Lito Epumer (guitarra), especialmente Fontana que acompañará desde entonces a Spinetta muchos años e influirá sustancialmente en su sonido. El álbum se realiza también con una "máquina de ritmos" (Oberheim DMX), por primera vez en la carrera de Spinetta.
Madre en años luz fue un álbum bisagra, que cerró la etapa jazzera de Spinetta, para abrir una etapa de nuevos sonidos, calificados como más "ochentosos", más pop y más tecno.

## El tema
La letra de la canción se refiere a un hombre de hielo, que toma el poder, luego de llegar en "un frízer rodante" desde Plutón. El hombre de hielo tomó el poder con una sola razón: "no hacernos caso". Sin embargo algo le pasa al hombre de hielo, cuando su corazón colapsa debido a la depresión que tuvo luego de mirar un noticiero de televisión.
En este tema Spinetta (voz, guitarra y caja de ritmos) está acompañado por Cesar Franov (bajo), Juan Carlos "Mono" Fontana (teclados), y Lito Epumer(guitarra).
Spinetta explica en el libro Crónica e Iluminaciones de Eduardo Berti el significado de la canción:

- Eduardo Berti: En "Este es el hombre de hielo" vos decís que "es como un nuevo tótem" y volvés a representar el poder de modo totémico, así como en "Cola de mono" (Bajo Belgrano), hablabas de "la columna de mármol de tu pensamiento".

- Spinetta: Si, o como los árboles en otras canciones. Hay una cosa totémica, es cierto. Creo que todo eso guarda un sentido fálico: algo de mi virilidad está puesto en esta terminología. Cualquier representación del poder desde lo masculino es un falo y esas son las formas que adoptaron las ciudades. En cuanto a la canción que vos mencionaste, no tengo una idea cabal sobre el hombre de hielo: lo imagino como un ser creado a través de la frialdad del mundo, que finalmente asume forma humana y toma el poder. Pero no puede ostentar todo el poder porque ve los noticieros y se entristece, por lo que en el fondo tampoco es tan de hielo.